# 日の出町 (室蘭市)
日の出町（ひのでちょう）は北海道室蘭市の地名。日の出町一丁目から三丁目の町がある。住居表示実施済み。郵便番号は050-0081。

## 地理
室蘭市の東端に位置し、北西から北に高砂町、北東に登別市鷲別町、南西に寿町、西に宮の森町と接し、東から南に太平洋に面する。

### 海洋
- 太平洋

## 地域の特徴
室蘭市の都市計画マスタープランでは蘭東地域に属する。
東端の鷲別岬を除けばほぼ平坦な地形で、準工業地域となっている。北西縁の外側をJR北海道室蘭本線が走る。海岸寄りを北東から南西に国道36号が走り、北東縁付近で分岐した北海道道107号室蘭環状線がその北側を走る。
一丁目にJR貨物東室蘭駅、室蘭法務総合庁舎、札幌地方裁判所室蘭支部、札幌家庭裁判所室蘭支部、室蘭簡易裁判所、二丁目に室蘭ガス 本社、三丁目に北海道運輸局 室蘭運輸支局がある。

## 歴史
古くは一面の湿地帯であったが、1956年（昭和31年）の東室蘭土地区画整理事業により開発された。

### 地名の由来
室蘭市で最初に日が昇るところであることに由来する。

### 沿革
- 1964年（昭和39年）5月1日 - 日の出町一丁目 - 三丁目新設[5][6]。
- 1969年（昭和44年）7月1日 - 日の出町一丁目 - 三丁目で住居表示実施[7]。

### 町名の変遷
| 実施内容 | 実施年月日               | 実施後         | 実施前           |
| -------- | ------------------------ | -------------- | ---------------- |
| 町名新設 | 1964年（昭和39年）5月1日 | 日の出町一丁目 | 東町（字）の一部 |
| 町名新設 | 1964年（昭和39年）5月1日 | 日の出町二丁目 | 東町（字）の一部 |
| 町名新設 | 1964年（昭和39年）5月1日 | 日の出町三丁目 | 東町（字）の一部 |
| 住居表示 | 1969年（昭和44年）7月1日 | 日の出町一丁目 | 日の出町一丁目   |
| 住居表示 | 1969年（昭和44年）7月1日 | 日の出町二丁目 | 日の出町二丁目   |
| 住居表示 | 1969年（昭和44年）7月1日 | 日の出町三丁目 | 日の出町三丁目   |

## 世帯数と人口
2023年（令和5年）12月31日現在（室蘭市発表）の世帯数と人口は以下の通りである。
| 町             | 世帯数    | 人口    |
| -------------- | --------- | ------- |
| 日の出町一丁目 | 549世帯   | 963人   |
| 日の出町二丁目 | 831世帯   | 1,592人 |
| 日の出町三丁目 | 400世帯   | 646人   |
| 計             | 1,780世帯 | 3,201人 |

### 人口の変遷
国勢調査による人口の推移。
| 1995年（平成7年）  | 3,189人 | [ 9 ]  |  |
| 2000年（平成12年） | 3,148人 | [ 10 ] |  |
| 2005年（平成17年） | 3,473人 | [ 11 ] |  |
| 2010年（平成22年） | 3,553人 | [ 12 ] |  |
| 2015年（平成27年） | 3,452人 | [ 13 ] |  |
| 2020年（令和2年）  | 3,275人 | [ 14 ] |  |

### 世帯数の変遷
国勢調査による世帯数の推移。
| 1995年（平成7年）  | 1,303世帯 | [ 9 ]  |  |
| 2000年（平成12年） | 1,386世帯 | [ 10 ] |  |
| 2005年（平成17年） | 1,545世帯 | [ 11 ] |  |
| 2010年（平成22年） | 1,628世帯 | [ 12 ] |  |
| 2015年（平成27年） | 1,640世帯 | [ 13 ] |  |
| 2020年（令和2年）  | 1,605世帯 | [ 14 ] |  |

## 学区
市立小・中学校に通う場合、学区は以下の通りとなる。
| 町             | 街区 | 小学校             | 中学校             |
| -------------- | ---- | ------------------ | ------------------ |
| 日の出町一丁目 | 全域 | 室蘭市立海陽小学校 | 室蘭市立翔陽中学校 |
| 日の出町二丁目 | 全域 | 室蘭市立海陽小学校 | 室蘭市立翔陽中学校 |
| 日の出町三丁目 | 全域 | 室蘭市立海陽小学校 | 室蘭市立翔陽中学校 |

## 交通

### 鉄道
- JR貨物東室蘭駅

### バス
道道室蘭環状線沿いに道南バスが路線バスを運行する。

### 道路
- 国道36号（室蘭新道） ※国道235号との重用区間
- 北海道道107号室蘭環状線

## 施設

### 役所・公的機関
- 室蘭法務総合庁舎（検察庁・保護観察所が入居）
- 札幌地方裁判所室蘭支部
- 札幌家庭裁判所室蘭支部
- 室蘭簡易裁判所
- 北海道運輸局 室蘭運輸支局

### 公共施設
- 日の出町一丁目会館
- 日の出町三丁目会館

### 公園
- 日の出町公園
- 日の出町2号公園
- 日の出町3号公園
- 日の出町4号公園
- ヒロオ未来公園

### その他
- 室蘭ガス 本社